# Rira, rira pas
 (janvier 2018).
Rira, rira pas est un jeu télévisé créé par Jean Yanne et présenté par Georges Beller, et diffusé de décembre 1989 au 2 février 1990 sur Antenne 2.

## Historique
Démarrée fin 1989, l’émission est descendue par la critique et ne rencontre pas son public : elle est arrêtée dès le début de l’année suivante.

## Concept
Des humoristes connus tentent de faire rire des candidats anonymes, qui doivent se retenir s’ils veulent gagner.